# エイブラハム・ラボリエル
エイブラハム・ラボリエル（Abraham Laboriel、1947年7月17日 - ）は、メキシコ出身のベーシスト。
3000作を越える楽曲の録音に参加。アメリカの雑誌『Guitar Player』では「我々の世代で最も幅広く活躍するセッション・ベーシスト」と評されている。息子に、ポール・マッカートニーなどのサポート・ドラマーで有名なエイブラハム・ラボリエル・ジュニア(1971〜)を持つ。

## 略歴
最初はクラシックギターの練習から始めたが、米国のバークリー音楽大学へ進学してからベースギターの演奏をするようになった。その後、ヘンリー・マンシーニに勧められ、カリフォルニア州で音楽のキャリアを積むことを決意した。
ポップスからR&B、フュージョンと幅広く活動しており、スティーヴィー・ワンダー、バーブラ・ストライサンド、アル・ジャロウ、ドリー・パートン、エルトン・ジョン、レイ・チャールズ、マドンナ、ポール・サイモン、キース・グリーン、リサ・ローブ、クインシー・ジョーンズ、デイブ・グルーシン、ラス・タフ、エンゲルベルト・フンパーディンク、クリスタル・ルイス、クリス・アイザック、マイケル・ジャクソン、日本のアーティストでは渡辺貞夫、神保彰、松任谷由実、中島みゆき、高中正義、織田哲郎、角松敏生など多様なアーティストのレコーディングに参加している。
また、自身のソロ・アルバムも『ディア・フレンズ』『Guidum』『Justo & Abraham』などをリリースしており、これらのアルバムにはアレックス・アクーニャ、アル・ジャロウ、ジム・ケルトナー、フィリップ・ベイリーといった面々が参加している。
2005年にはバークリー音楽大学より、名誉音楽博士号を授与された。
なお、ラボリエルはバンド「フレンドシップ」や「コイノニア」の創設メンバーでもある。

## ディスコグラフィ

### リーダー・アルバム
- 『ディア・フレンズ』 - Dear Friends (1993年、Moo)
- Guidum (1995年)
- Justo Almario & Abraham Laboriel (1995年)
- Laboriel Mathieson (2001年)
- Live in Switzerland (2005年)

### コイノニア
- 『モア・ザン・ア・フィーリン』 - More Than a Feelin' (1983年)
- 『セレブレイション』 - Celebration (1984年)
- 『モーニング・ブリーズ』 - Frontline (1986年)
- Koinonia (1989年)